# 鏡野町立奥津中学校
鏡野町立奥津中学校（かがみのちょうりつ おくつちゅうがっこう）は、かつて岡山県苫田郡鏡野町井坂にあった公立中学校。2016年3月に鏡野・上齋原・富の各中学校と統合により閉校となった。

## 沿革
奥津中学校（旧）
- 1947年（昭和22年）4月 - 奥津村立奥津中学校開校。
- 1948年（昭和23年）5月 - 新校舎落成。
- 1950年（昭和25年）3月 - 講堂兼体育館落成。
- 1955年（昭和30年）4月 - 苫田村外四ヶ村学校組合立奥津中学校と改称。
- 1958年（昭和33年）4月 - 奥津町外二ヶ村教育事務組合立奥津中学校と改称。
- 1961年（昭和36年）9月 - 奥津町立奥津中学校と改称。
- 1966年（昭和41年）3月31日 - 閉校。

奥津中学校（新）
- 1966年（昭和41年）4月1日 - 奥津（旧）・羽出・久泉の3校を統合し奥津町立奥津中学校（新）設置、3校舎に分散して運営。
- 1967年（昭和42年） - 新校舎落成。
- 1968年（昭和43年）4月 - 3校舎を閉校し完全統合。
- 1970年（昭和45年）1月 - 新寄宿舎落成。
- 2005年（平成17年）3月1日 - 鏡野町・上齋原村・富村の合併により新・鏡野町が発足、鏡野町立奥津中学校と改称。
- 2016年（平成28年）3月31日 - 鏡野町内4中学校統合により閉校。

## 部活動
- 男子バスケット部
- 女子ソフトテニス部
- 文化部

## 校区
- 鏡野町立奥津小学校

## 校区内の主な施設
- 奥津温泉